# Bioporthe brenesii
Bioporthe brenesii är en svampart som beskrevs av Petr. 1929. Bioporthe brenesii ingår i släktet Bioporthe, ordningen Diaporthales, klassen Sordariomycetes, divisionen sporsäcksvampar och riket svampar.   Inga underarter finns listade i Catalogue of Life.